# 3-STARS
『3-STARS』（スリースターズ）は、ハロプロ研修生の3枚目のオリジナルアルバム。2021年9月29日にUP-FRONT WORKSから発売。また、同年9月12日より開催された「Hello! Project 研修生発表会 2021 9月 〜STARS〜」で会場先行販売。

## 収録曲
1. きみの登場 [3:56]
  - 作詞・作曲：中島卓偉、編曲：炭竃智弘

歌：米村姫良々・石栗奏美・中山夏月姫・小野田華凜・広本瑠璃・豫風瑠乃
  - 「ハロプロ研修生2021 初単独ライブ〜エピソードゼロ〜」より先行披露されていた。今作が初の音源化となる[3]。
2. 悪いヒト [4:03]
  - 作詞・作曲：大橋莉子、編曲：高橋修平

歌：橋迫鈴・米村姫良々・松永里愛・中山夏月姫・為永幸音・広本瑠璃・西﨑美空・北原もも・豫風瑠乃
  - 「Hello! Project 研修生発表会 2019 6月 〜緑〜」より先行披露されていた。今作が初の音源化となる[4]。
3. Upside down girl [4:18]
  - 作詞・作曲：つんく、編曲：平田祥一郎

歌：小野田華凜・広本瑠璃・橋田歩果・平山遊季・豫風瑠乃・村越彩菜
  - 「Hello! Project 研修生発表会 2021 6月 〜Rainbow〜」より先行披露されていた。今作が初の音源化となる[5]。
4. 絶対アイドル宣言 [4:07]
  - 作詞：福田花音、作曲：星部ショウ、編曲：浜田ピエール裕介

歌：松原ユリヤ・広本瑠璃・橋田歩果・江端妃咲・豫風瑠乃・村越彩菜・植村葉純・有澤一華・石山咲良
  - 「Hello! Project 研修生発表会 2019 9月 〜煌〜」より先行披露されていた。今作が初の音源化となる[6]。
5. 情熱スパークル [3:39]
  - 作詞：井筒日美、作曲・編曲：KoTa・原田雄一

歌：石栗奏美・窪田七海・松原ユリヤ・小野田華凜・西﨑美空・江端妃咲・村越彩菜・植村葉純・有澤一華・石山咲良
  - 「Hello! Project 2019 SUMMER『harmony』」より先行披露されていた。今作が初の音源化となる[7]。
6. 部活終わりに新しいジャージに着替える乙女心 [4:02]
  - 作詞・作曲：つんく、編曲：神谷礼

歌：豫風瑠乃・有澤一華・石山咲良
  - 新曲。
7. アニマルランド [4:04]
  - 作詞・作曲：Shusui / Ryo Ito / Kimny、編曲：宮永治郎

歌：米村姫良々・石栗奏美・窪田七海・斉藤円香・小野田華凜・橋田歩果・平山遊季・北原もも
  - 「Hello! Project 研修生発表会 2021 3月 〜Yell〜」より先行披露されていた。今作が初の音源化となる[8]。
8. ミステイク [3:55]
  - 作詞：山崎あおい、作曲：中島卓偉、編曲：炭竃智弘

歌：ハロプロ研修生ユニット（米村姫良々・石栗奏美・窪田七海・斉藤円香）
  - 「Hello! Project 2020 Winter HELLO! PROJECT IS [　　　　　] 〜side A～ & ～side B〜」より先行披露されていた。今作が初の音源化となる[9]。
9. 表参道A5 [3:48]
  - 作詞・作曲：つんく、編曲：大久保薫

歌：米村姫良々・中山夏月姫・為永幸音・平山遊季
  - 「Hello! Project 2020 Winter HELLO! PROJECT IS [　　　　　] 〜side A～ & ～side B〜」より先行披露されていた。今作が初の音源化となる[10]。
10. ハンコウキ! [4:05]
  - 作詞・作曲：山崎あおい、編曲： michitomo

歌：ハロプロ研修生 feat. 石栗奏美（石栗奏美・松原ユリヤ・小野田華凜・橋田歩果・平山遊季・村越彩菜・植村葉純・石山咲良）
  - ハロプロ研修生北海道の2ndインディーズシングル。今作用に人選を改め、また歌詞についても一部変更し新録。
11. トワイライト・ブルー [4:36]
  - 作詞：児玉雨子、作曲：NA.ZU.NA / PRINCE Y.K、編曲：NA.ZU.NA

歌：中山夏月姫・斉藤円香・西﨑美空・平山遊季・北原もも・江端妃咲・村越彩菜
  - 新曲。
12. 色とりどり伸びよ!! [4:08]
  - 作詞・作曲・編曲：中村瑛彦

歌：松原ユリヤ・小野田華凜・橋田歩果・平山遊季・村越彩菜・植村葉純・石山咲良
  - 新曲。

## 参加メンバー
| - ハロプロ研修生 - 米村姫良々 - 中山夏月姫 - 窪田七海 - 松原ユリヤ - 斉藤円香 - 小野田華凜 - 広本瑠璃 - 橋田歩果 - 西﨑美空 - 平山遊季 - 北原もも - 村越彩菜 - 植村葉純 - 石山咲良 | - ハロプロ研修生北海道 - 石栗奏美 | - 昇格済メンバー - 橋迫鈴（アンジュルム） - 松永里愛（Juice=Juice） - 為永幸音（アンジュルム） - 江端妃咲（Juice=Juice） - 豫風瑠乃（つばきファクトリー） - 有澤一華（Juice=Juice） |

## 参加ミュージシャン
きみの登場
- Guitar,Programming & Chorus：炭竃智弘
- Guitar：小林ファンキ風格
- Chorus：中島卓偉

悪いヒト
- Programming：高橋修平
- Guitar：長峯裕也
- Bass：堀川崚平
- Chorus：塩原奈美子

Upside down girl
- Sound Produce：つんく♂
- Programming：平田祥一郎
- Chorus：久保田薫

絶対アイドル宣言
- Guitar,Bass & Programming：浜田ピエール裕介
- Chorus：塩原奈美子

情熱スパークル
- Programming：KoTa、原田雄一
- Chorus：智子

部活終わりに新しいジャージに着替える乙女心
- Sound Produce：つんく♂
- Programming：神谷礼
- Chorus：久保田薫

アニマルランド
- Guitar,Bass & Programming：宮永治郎
- Chorus：塩原美奈子

ミステイク
- Programming & Chorus：炭竃智弘
- Chorus：森田佳郎
- Chorus：塩原美奈子

表参道A5
- Sound Produce：つんく♂
- Keyboard & Programming：大久保薫
- Guitar：鎌田こーじ
- Chorus：久保田薫

ハンコウキ!
- Programming：michitomo（GOLDTAIL）
- Guitar：かずぼーい
- Chorus：山崎あおい

トワイライト・ブルー
- Programming：NA.ZU.NA
- Piano：牧野クワガタ
- Chorus：塩原美奈子

色とりどり伸びよ!!
- Guitar,Bass & Programming：中村瑛彦
- Chorus：塩原美奈子